# Georges Dillon-Kavanagh
 (octobre 2015).
Georges Arthur Dillon-Kavanagh du Fertagh, né le 14 février 1873 à Nîmes et mort le 4 août 1944 à Laugnac, est un escrimeur français.

## Biographie

### Origine
Fils du journaliste Gustave Kavanagh, il effectue une partie de ses études au Lycée de Laval.

### Escrime

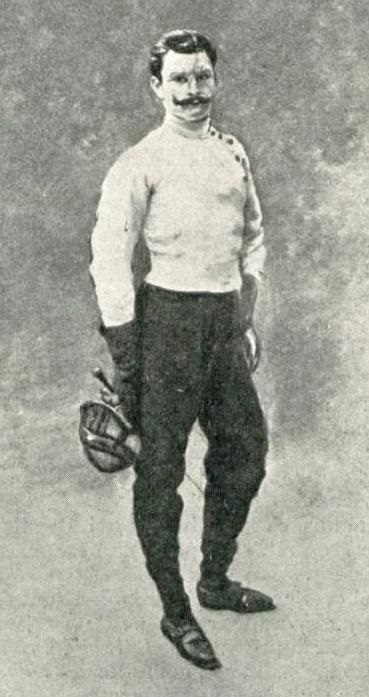
Georges Dillon-Kavanagh, en 1904.

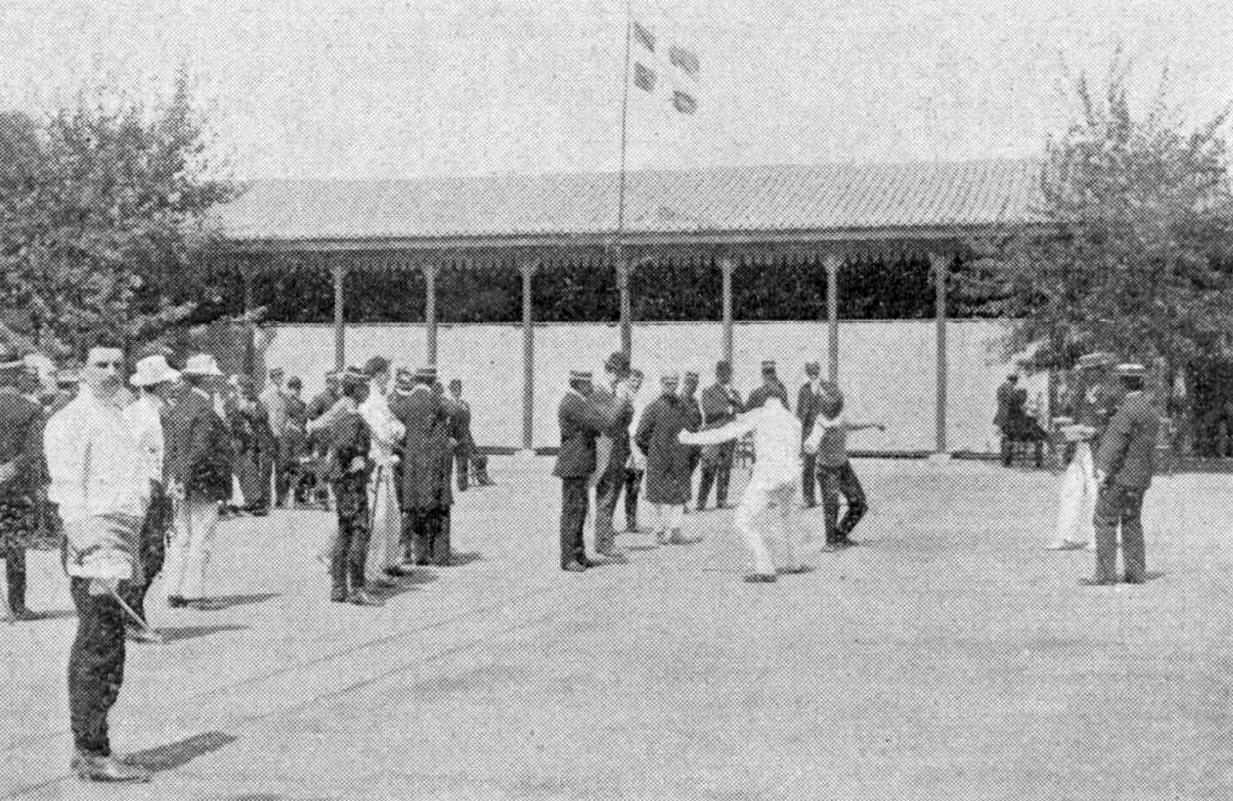
Finale de la Coupe d'épée aux Jeux intercalaires de 1906 sur un terrain de gymnastique proche du stade: Georges Dillon-Kavanagh à gauche.

Élève de la salle Oudart de Lille, puis de la salle Alexandre Bergès (rue des acacias à Paris), il a remporté trois médailles aux Jeux intercalaires de 1906, organisés à Athènes : l'or à l'épée par équipes et au fleuret individuel, ainsi que l'argent à l'épée individuelle. Auparavant, il avait participé aux Jeux olympiques de 1900 à l'épée, en prenant la septième place finale. 
Il fut également champion des États-Unis au fleuret en 1896, vainqueur du Tournoi du New York Athlétic Club et du Tournoi du Demi-Cercle de Roubaix en 1897, Champion des États-Unis au fleuret, au sabre et à l'épée en 1898, vainqueur du Tournoi International d'escrime de l'Académie d'armes du Nord en 1898 à Lille, Champion de France U.F.S.F.A. en 1903 et 1904, puis Champion de l'Académie de Paris en 1904. 
En 1906, il remporta le tournoi par équipe de la "Grande semaine des armes de combat", avec Lucien Gaudin, Alibert, Jean Sern, Collignon, Willy et Sulzbacher, ainsi que le tournoi de Dinard. En 1907, il gagna la 2e Coupe Internationale de Barcelone (tournoi par équipes de quatre amateurs, avec Olivier, Gaudin et Bernard Gravier).
En 1907, il devient Officier d'Académie au titre de président de la Société d'Escrime française. En 1908, il est secrétaire de l'Union des sociétés françaises de sports athlétiques, et gérant du journal La Mayenne à Paris. Il reçoit en 1908 l'Ordre du mérite agricole.

### Automobile
Puis il se reconvertit juste avant la guerre lors de quelques courses automobiles sur Bugatti (victoire de catégorie 1.5L à la côte de Mayenne en mai 1912, Meeting de La Flèche en mai 1913, victoire au Meeting de la Sarthe le même mois, et victoire de catégorie au meeting de Cabourg en juillet 1914).
Il portait le titre de baron, et il devint président de l'escrime française.

### Première guerre mondiale
Capitaine lors de la Première guerre mondiale au 131e régiment d'infanterie, il reçoit une citation de guerre : Couvrant le flanc d une attaque, coupé de sou bataillon par des nids de mitrailleuses non réduites et exporté de trots côtés aux feux de la défense, a, par sou énergie, son ascendant et son exemple, assuré le maintien et l’organisation de sa position avancée, enrayé l’infiltration ennemie et grandement facilité l’action des éléments de soutien.